# Ga đại học quốc gia Incheon
Ga Đại học Quốc gia Incheon là ga tàu điện ngầm trên Tuyến 1 của Tàu điện ngầm Incheon.

## Bố trí ga
| BIT Zone ↑     |
| \| N/B         |
| ↓ Central Park |

| Hướng Bắc | ● Incheon tuyến 1 | ← Hướng đi Gyeyang                             |
| Hướng Nam | ● Incheon tuyến 1 | → Hướng đi Công viên lễ hội ánh trăng Songdo → |